# Залізниця Зволен — Кошиці
Залізниця Зволен — Кошиці (словац. Železničná trať Zvolen – Košice) — одноколійна (на деяких ділянках двоколійна) залізнична лінія № 160 в Словаччині шириною 1435 мм, яка з'єднує міста Зволен та Кошиці. За виключенням коротких ділянок від кінцевих станцій залізниця обслуговується автономною тягою. Планується електрифікація усієї лінії.

## Історія
Маршрут між важливими транспортними вузлами на півдні Словаччини був створений окремими ділянками, побудованими ще під час Австро-Угорщини. З введенням в експлуатацію складного перегону між Рожнявою та Турня-над-Бодвоу, з Яблоновським тунелем (довжиною 3148 м) 23 січня 1955 року, існуючі ділянки були з'єднані у так званий південнословацький поперечник. У минулому на залізниці було 2 тунелі, один з яких (біля зупинки Пила) був виключений з експлуатації через будівництво двоколійної лінії на ділянці Кривань — Ловінобаня, і таким чином лінія була відведена за межі тунелю. Інший тунель (біля зупинки Подкривань) був демонтований і замінений на тому ж місці глибоким і довгим бетонним вирізом.
Дати відкриття окремих дільниць:
- 14 серпня 1860 р. в складі «Тиської залізниці» було відкрито ділянку Кошиці—Барца
- 4 травня 1871 р. —ділянка Філяково—Лученець (входила до складу Угорської північної залізниці)
- 18 червня 1871 р. — ділянка Лученець—Зволен (входила до складу Угорської північної залізниці)
- 10 вересня 1873 р. — ділянка Філяково—Ленартовце
- 1 червня 1874 р. — ділянка Ленартовце—Рожнява
- 12 жовтня 1896 р. — ділянка Барца—Турня-над-Бодвоу
- 23 січня 1955 р. — Турня-над-Бодвоу—Рожнява.

## Технічні дані
Двоколійні дільниці:
- Зволен-Пасажирський[sk]—роз'їзд Слатінка — 9,070 км;
- Кривань—Ловінобаня — 14,616 км;
- Ганиська —Кошиці — 10,293 км.

Всього: 24.909 км
Електрифікація:
- Зволен-Пасажирський[sk]—Зволен-Вантажний  25 кВ AC — 1,836 км;
- Ганиська —Кошиці 3 кВ DC — 10,293 км.

Всього: 12.129 км
З 2015 року запланована електрифікація дільниці Ганиська—Молдава-над-Бодвоу.

## Ресурси в Інтернеті
- Список залізничних ліній в Словаччині (словац.)
- Опис лінії №160 на vlaky.net [Архівовано 5 червня 2020 у Wayback Machine.] (словац.)